# Salaverry (Peru)

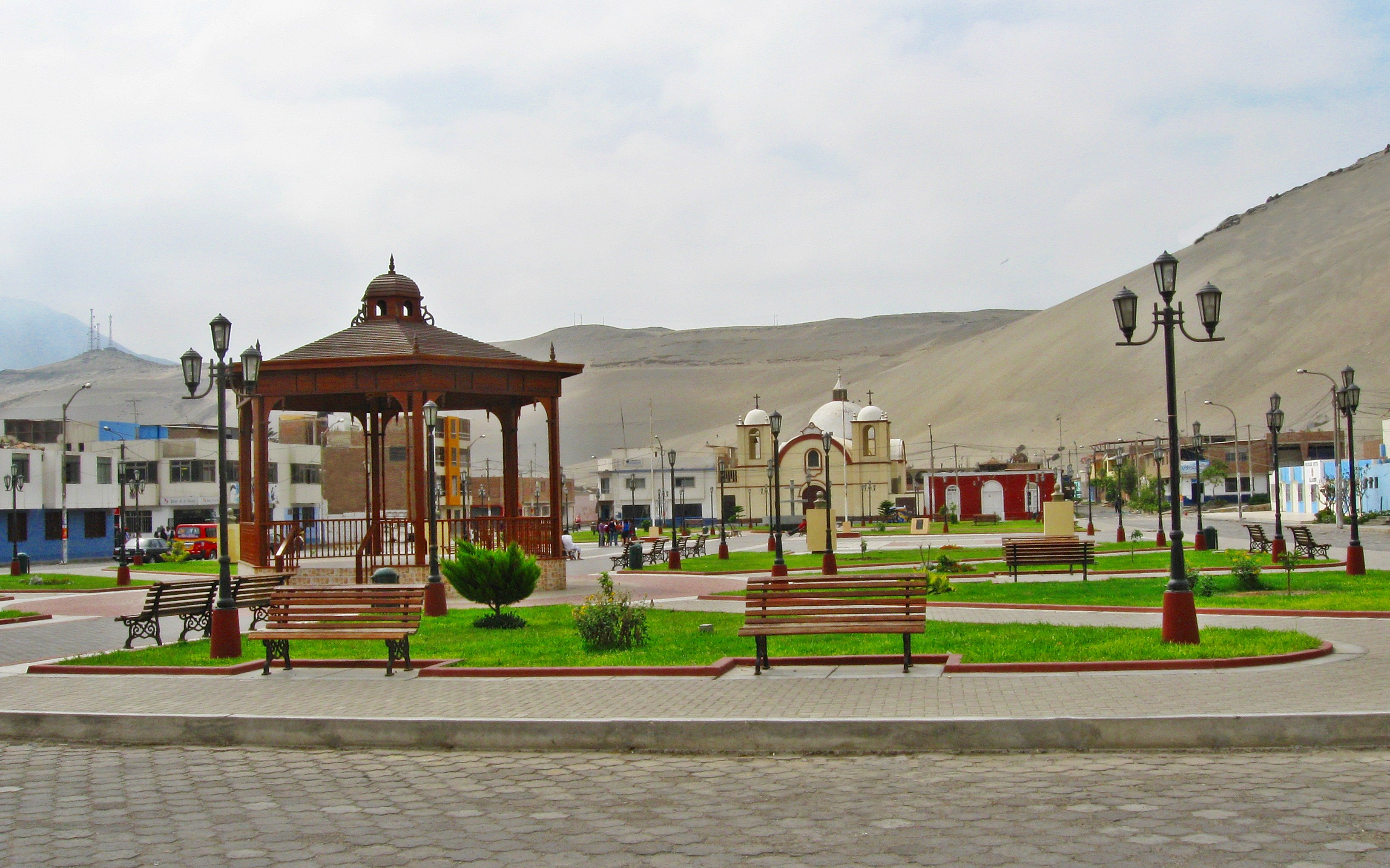
Plaza de Armas in Salaverry (2012)

Salaverry ist eine Hafenstadt an der Pazifikküste von Nordwest-Peru in der Region La Libertad. 

## Geografie
Salaverry liegt 13 km südsüdöstlich de Stadtzentrums von Trujillo. Salaverry ist Verwaltungssitz des gleichnamigen Distrikts. 
2017 hatte die Stadt 11.751 Einwohner, zehn Jahre zuvor 8.816.

## Verkehr

### Hafen
Der Hafen von Salaverry besitzt zwei Molen, die auch als Wellenbrecher dienen. Die eine ist 225 m lang und 25 m breit, die zweite ist 230 m lang und 30 m breit. Die Konzession für den Betrieb des Hafens hält seit 2018 die Transportadora Salaverry (Grupo Romero). Der Hafen wird auch von Kreuzfahrtschiffen angelaufen. Im Jahr 2018 wurden lediglich 40 Container-Äquivalente (TEU) umgeschlagen.

### Straße
Die Nationalstraße 1N (Panamericana) führt 2,5 km nördlich an der Stadt vorbei. 

### Schiene
Salaverry war von den 1870er Jahren an Ausgangspunkt der Bahnstrecke Puerto Salaverry–Ascope über Trujillo. Der Verkehr auf dieser Strecke wurde 1967 eingestellt.